# Anonymous (nhóm)
Anonymous (được sử dụng như một danh từ chung) là một tập thể và phong trào mạng lưới liên kết mang tầm quốc tế của các nhà hoạt động và các tổ chức hacker xã hội ẩn danh. Một trang web trên danh nghĩa thuộc về Anonymous đã mô tả nhóm là "một tổ chức tập trung trên Internet" với "một cấu trúc lệnh rất lỏng lẻo và hoạt động dựa trên những ý tưởng hơn là các chỉ thị". Anonymous tiếng Anh có nghĩa là "vô danh". Đúng như tên gọi, Anonymous hoạt động theo mô hình ngang hàng, không có thủ lĩnh thực thụ, không có bộ máy điều hành cụ thể, ai cũng có thể tự xưng mình là thành viên của tổ chức. Điều này đồng nghĩa với việc các thành viên có những ưu tiên khác nhau và cả nhóm không có lịch trình hoạt động rõ ràng. Nhóm Anonymous được biết đến với nhiều cuộc tấn công mạng chống lại một số chính phủ, tổ chức chính phủ, các cơ quan chính phủ, các tập đoàn, tổ chức tôn giáo, tổ chức Khoa học và đấu tranh cho quyền tự do Internet bằng cách xuống đường biểu tình hay thực hiện tấn công DDoS vào các trang web của chính phủ, tập đoàn, công ty quốc tế. Anonymous chủ yếu nhắm vào các đối tượng, các tổ chức, các thể chế mà họ cho rằng đã lạm dùng quyền lực.
Anonymous bắt nguồn từ năm 2003 trên hình thành từ lời kêu gọi trên Forum 4chan đại diện cho khái niệm của nhiều người dùng cộng đồng trực tuyến và ngoại tuyến đồng thời tồn tại dưới dạng một mạng lưới vô chính phủ , được số hóa. Các thành viên Anonymous (còn được gọi là Anons) có thể được phân biệt trước công chúng bằng cách đeo mặt nạ Guy Fawkes theo phong cách được miêu tả  trong bộ phim chuyển thể có tên là “V for Vendetta”. Tuy nhiên, điều này có thể không phải luôn luôn như vậy vì một số tập thể thích thay vào đó che mặt mà không sử dụng mặt nạ nổi tiếng như một sự ngụy trang.

Anonymous còn có một câu châm ngôn:
"We are Anonymous. We are legion. We do not forgive. We do not forget. Expect us."
Tạm dịch:
''Chúng tôi là Vô danh. Chúng tôi là quân đoàn. Chúng tôi không tha thứ. Chúng tôi không quên. Hãy đợi chúng tôi''.
Một số Anons cũng chọn cách che giấu giọng nói của mình thông qua các chương trình chuyển đổi giọng nói hoặc các chương trình chuyển văn bản thành giọng nói.
Ở dạng sơ khai, khái niệm này đã được một cộng đồng trực tuyến phi tập trung hoạt động ẩn danh theo cách phối hợp chấp nhận, thường hướng tới một mục tiêu tự thỏa thuận lỏng lẻo và chủ yếu tập trung vào giải trí (hoặc LOL) . Bắt đầu với Project Chanology vào năm 2008, một loạt các cuộc biểu tình, chơi khăm và hack nhằm vào Hội thánh khoa luận giáo - Tập thể Anonymous ngày càng trở nên gắn liền với chủ nghĩa Hacktivism hợp tác trong một số vấn đề quốc tế. Các cá nhân tuyên bố liên kết với Anonymous đã thực hiện các cuộc biểu tình và các hành động khác (bao gồm cả hành động trực tiếp) để trả thù các chiến dịch tập trung vào bản quyền bằng hình ảnh chuyển động và các hiệp hội thương mại ngành công nghiệp ghi âm. Các mục tiêu sau đó của Hacktivism của Anonymous bao gồm các cơ quan chính phủ của Hoa Kỳ, Israel, Tunisia, Uganda và các cơ quan khác. Hoặc các cơ quan bảo vệ tác quyền một số tổ chức, công ty tài chính như: tập đoàn Sony, tài chính PayPal, Visa, MasterCard; Nhà nước Hồi giáo Iraq và Levant; hơn 10.000 website cung cấp phim khiêu dâm trẻ em; cơ quan bảo vệ bản quyền; Nhà thờ Baptist Westboro;...  Anons đã hỗ trợ công khai WikiLeaks và Phong trào chiếm đóng (Occupy movement). Các nhóm liên quan LulzSec và Antisec (Operation Antisec) đã thực hiện các cuộc tấn công mạng vào các cơ quan chính phủ, phương tiện truyền thông, công ty trò chơi, Ngân hàng quốc tế, nhà thầu quân sự, quân nhân và cảnh sát Hoa Kỳ, dẫn đến sự chú ý của các cơ quan thực thi pháp luật đối với các hoạt động của nhóm này.
Hàng chục người đã bị bắt vì liên quan đến các cuộc tấn công mạng của Anonymous ở các quốc gia bao gồm Hoa Kỳ, Vương quốc Anh, Úc, Hà Lan, Tây Ban Nha, Ấn Độ và Thổ Nhĩ Kỳ. Đánh giá hành động và hiệu quả của nhóm rất khác nhau. Những người ủng hộ đã gọi nhóm này là "những người đấu tranh tự do"  và Robin Hoods kỹ thuật số  trong khi các nhà phê bình mô tả họ là "một kẻ lừa đảo trên mạng"  hoặc "những kẻ khủng bố trên mạng". Năm 2012, Time gọi Anonymous là một trong " 100 người có ảnh hưởng nhất " trên thế giới. Hồ sơ truyền thông của Anonymous đã giảm dần trong vài năm qua, nhưng nhóm đã xuất hiện trở lại vào năm 2020 để hỗ trợ các cuộc biểu tình George Floyd.

## Triết lý
"Cấu trúc lệnh rất lỏng lẻo và phi tập trung hoạt động dựa trên ý tưởng thay vì chỉ thị". Gabriella Coleman đã viết về nhóm: "Trong một số cách, có thể không thể đánh giá được ý định và động cơ của hàng ngàn người tham gia, nhiều người thậm chí không thèm để lại dấu vết về suy nghĩ, động lực và phản ứng của họ. Trong số những người để lại ý kiến, các ý kiến này khác nhau đáng kể. " .Nói rộng ra, Anonymous phản đối kiểm duyệt và kiểm soát Internet và phần lớn các hành động của họ nhắm vào các chính phủ, tổ chức và tập đoàn mà họ cáo buộc kiểm duyệt. Anons là những người ủng hộ sớm cho phong trào chiếm đóng toàn cầu và Mùa xuân Ả Rập. Kể từ năm 2008, một chủ đề bất đồng thường xuyên trong Anonymous là liệu các thành viên có nên tập trung vào trò chơi khăm và giải trí hay nghiêm túc hơn (và trong một số trường hợp là hoạt động chính trị).
Bởi vì Anonymous không có phân quyền lãnh đạo, không có hành động nào có thể được quy cho toàn bộ thành viên. Parmy Olson và những người khác đã chỉ trích phương tiện truyền thông đưa ra nhóm là tổ chức tốt hoặc đồng nhất; Olson viết, "Không có nhà lãnh đạo duy nhất nào nắm được đòn bẩy, nhưng một vài bộ óc tổ chức đôi khi gộp chung lại để bắt đầu lên kế hoạch cho một pha nguy hiểm."  Một số thành viên phản đối bằng các biện pháp hợp pháp, trong khi những người khác sử dụng các biện pháp bất hợp pháp như tấn công từ chối dịch vụ (DDoS) và hack. Tư cách thành viên dành cho bất kỳ ai muốn nói rằng họ là thành viên của tập thể;  Nhà báo người Anh Carole Cadwalladr của The Observer so sánh cấu trúc phi tập trung của nhóm với cấu trúc của al-Qaeda: "Nếu bạn tin vào Anonymous, và tự gọi mình là Anonymous, bạn là Anonymous."  Olson, người trước đây đã mô tả Anonymous là một "thương hiệu", tuyên bố vào năm 2012 rằng bây giờ cô mô tả nó như là một "phong trào" chứ không phải là một nhóm: "bất kỳ ai cũng có thể là một phần của nó. Đó là một đám đông người, một đám đông người mơ hồ, bất kể làm việc cùng nhau và làm mọi việc cùng nhau cho nhiều mục đích khác nhau. " 
Một số quy tắc của nhóm bao gồm việc không tiết lộ danh tính của một người, không nói về nhóm và không tấn công truyền thông. Thành viên thường sử dụng khẩu hiệu "Chúng tôi là Anonymous. Chúng tôi là quân đoàn. Chúng tôi không tha thứ. Chúng tôi không quên. Hãy mong đợi chúng tôi."  Brian Kelly viết rằng ba trong số các đặc điểm chính của nhóm là: "(1) lập trường đạo đức không ngừng về các vấn đề và quyền, bất kể khiêu khích trực tiếp; (2) sự hiện diện vật lý đi kèm với hoạt động hack trực tuyến và (3) một đặc điểm nhãn hiệu." 
Các nhà báo đã nhận xét rằng bí mật, bịa đặt và nhận thức truyền thông của Anonymous đặt ra một thách thức bất thường cho việc báo cáo về hành động và động lực của nhóm.  Quinn Norton của Wired viết rằng: "Anons nói dối khi họ không có lý do để nói dối. Họ dệt các chế tạo rộng lớn như một hình thức biểu diễn. Sau đó, họ nói sự thật vào những thời điểm bất ngờ và không may, đôi khi tự hủy hoại bản thân trong quá trình này. Họ không thể đoán trước được. "  Norton nói rằng những khó khăn trong việc báo cáo về nhóm khiến hầu hết các nhà văn, bao gồm cả bản thân cô, tập trung vào "các nhóm tin tặc nhỏ đã đánh cắp ánh đèn sân khấu từ một quân đoàn, bất chấp các giá trị của họ và đâm mạnh vào luật pháp" thay vì "Biển vô danh" về tiếng nói, tất cả đều thử nghiệm những cách sống mới trên thế giới ".

## Hoạt động

### 2014

#### Chiến dịch Ice ISIS
- Vào tháng 9 năm 2014, Nhóm Anonymous cho biết trên Twitter, với tên Chiến dịch Ice ISIS một chiến dịch tấn công mạng nhắm vào tổ chức khủng bố Nhà nước Hồi giáo Iraq và Levant (IS) đã được mở màn.[32] Mục đích chiến dịch là làm giảm ảnh hưởng của IS trên các mạng xã hội.[33] Theo đó một số lớn chương mục trên Twitter và Facebook đã bị khám phá, chiếm lấy hay làm cho không thể sử dụng được nữa.[34][35]

### 2015

#### Phá hỏng âm mưu khủng bố đảo Djerba
- Nhóm Anonymous "Ghost Security Group" (Ghostsec), xem mình là điệp viên hơn chiến sĩ mạng, cho biết đã phá hỏng một âm mưu khủng bố. Sau cuộc tấn công vào một bãi biển ở Tunesia vào tháng 6 năm 2015, trong đó 38 người, đa số là du khách Anh, đã thiệt mạng, báo Anh "Independent" tường thuật vào tháng 7, vài tuần sau đó, đảo Djerba có tên trong danh sách dự tính tấn công của khủng bố ISIS. Michael Smith, người thành lập hãng an ninh mạng Kronos và là người liên lạc giữa tin tặc và nhà cầm quyền, xác nhận với báo "Süddeutschen Zeitung", là có nhận được cảnh báo và đã đưa tin này cho FBI.[36]

#### Chiến dịch Paris
- Vào ngày 16.11.2015 – ba ngày sau Các vụ tấn công Paris tháng 11 năm 2015 với trên 130 người chết – Anonymous tuyên bố, tổ chức IS, mà đã tự nhận trách nhiệm, không thể không bị trừng phạt và lại khởi chiến với họ.[37] Với cái tên Chiến dịch Paris Anonymous sẽ xâm nhập vào các trang mạng của tổ chức khủng bố này.[38] Ngày 20 tháng 11, theo nhóm tin tặc này, IS đã lấy mạng xã hội làm kênh thông tin, tuyên truyền và chiêu mộ tân binh, Anonymous cho biết đã đánh sập hơn 20.000 tài khoản Twitter có liên quan tới nhóm Nhà nước Hồi giáo (IS).[39]

### 2016
Nhóm Anonymous nói vào ngày Cá tháng tư 1-4 sắp tới sẽ tấn công vào các website của tỉ phú, ứng cử viên tổng thống Mỹ Donald Trump như trumpchicago.com, trump.com, donaldjtrump.com và trumphotelcollection.com, bằng phương pháp tấn công DDos. Trong đoạn video clip đưa lên Youtube trong ngày thứ ba 15-3, người đại diện của nhóm Anonymous nói: "Đây không phải là lời cảnh báo, đây là lời tuyên bố tổng tấn công. Chúng tôi đã theo dõi ông từ lâu và thấy rất chướng mắt. Chiến dịch tranh cử đầy thù địch của ông không chỉ làm nước Mỹ mà khiến cả thế giới phải sốc. Ông không đại diện cho bất cứ điều gì, ngoại trừ ham muốn quyền lực và lòng tham của chính mình".

### 2022
Ngày 25/02, một nhóm tự xưng là Anonymous đã đăng trên một tài khoản Twitter rằng họ đã đưa chính quyền Nga vào tầm ngắm. Họ đã hack vào đài truyền hình của nước Nga và bật quốc ca của Ukraina và cho toàn bộ người dân trên toàn nước Nga đang xem trực tiếp trên kênh truyền hình đó nghe.

## Vi phạm luật pháp
Vào tháng 7 năm 2012, FBI đã Tổ chức 35 vụ khám nhà ở Hoa Kỳ, 14 ở Hà Lan và 4 vụ ở Vương Quốc Anh, Có lẽ một người là thành viên của tổ chức Anonymous bị bắt. Sau đó có thêm 35 lệnh bắt của FBI.
Để trả đũa cho những người bị giam giữ, nhóm Hacker đã xâm nhập một máy chủ với 70 trang mạng của các cơ quan truy nã Hoa Kỳ và sao chép 10GB (gigabyte) dữ liệu.
Các tài liệu của Vụ tai tiếng do thám bí mật người dân (2013 - nay) chứng minh, Cục tình báo điện tử - Trụ sở Truyền thông Chính phủ (GCHQ) của Anh đã chú tâm theo dõi Anonymous.

## Sách tham khảo
- Kelly, Brian (2012). "Investing in a Centralized Cybersecurity Infrastructure: Why 'Hacktivism' can and should influence cybersecurity reform" (PDF). Boston University Law Review. Quyển 92 số 5. tr. 1663–1710. Truy cập ngày 2 tháng 5 năm 2013.
- Olson, Parmy (ngày 5 tháng 6 năm 2012). We Are Anonymous: Inside the Hacker World of LulzSec, Anonymous, and the Global Cyber Insurgency. Hachette Digital, Inc. ISBN 978-0-316-21353-0. Truy cập ngày 2 tháng 5 năm 2013.